# 鷺澤美咲
鷺澤美咲(さぎさわ　みさき)は、CIRCUS製作のアダルトゲーム『D.C. 〜ダ・カーポ〜』及びその派生作品及びアニメ『D.C. 〜ダ・カーポ〜』、『D.C.S.S. 〜ダ・カーポ セカンドシーズン〜』）の登場ヒロイン。
リメイク版『Re:tune』では鷺澤頼子（さぎさわ よりこ）を設定された。

## 設定
ヘアスタイルはロングヘアーで、髪の先をリボンで結び、おでこの上にも白いリボンを付けている。
初音島屈指の名家のお嬢様。純一の同級生に当たるが、一年休学していたため、実は純一より一つ年上。水越萌、眞子の姉妹とは幼馴染み。外出が苦手で人と騒いだりすることがあまり好きではない。頼子（よりこ）という三毛猫を飼っている。身長156cm。3サイズは上から85/56/86。血液型はAB型。

## ゲームにおける鷺澤美咲

### D.C.
幼い頃、厳格な父親によって、当時遊んでいた友達から悪い影響を受ける恐れがあるから外出を控えるようにと言われて以来、外出を控えるようになり、外出する場合も家の誰かが付いてくるために、一人で外出する事に恐怖を覚えていた。窓から外を眺めているうちに通学する純一と音夢の姿を目で追うようになるうちに純一に恋心を抱くようになる。しかし美咲は「鷺澤美咲」として純一にぶつかるのでさえ恐怖を抱いていた。そして「あの人の気持ちを私の方へ招いて」という美咲の願いを聞いていた頼子が桜の魔法によって、身体を人間へと変化させた。そして頼子の身体の中に美咲の意識が入る事で、「鷺澤頼子」として純一と接触し、メイドとして朝倉家に住む事になる。猫耳をはやしていたのは猫である頼子の身体を人間に変化させたため。またこの間、美咲自身は意識不明の状態にあり、水越総合病院に入院していた。お嬢様と言うこともあり、家事全般はしたことがなく、最初は失敗ばかりであったが、純一から教えられたり、料理は本を見て学んだことで、一通りの家事はこなせるようになった。また幼少時、純一の祖母（リッカ）と面識があったらしい。D.C.5で鷺澤家自体が世界の安定をつかさどる魔法使いの世話役という家系だった事が明らかになっており、そこから創眞を通じてリッカと鷺澤家がつながったと推測できる。鷺澤家全員が魔法を使えるわけではない為、美咲自身が魔法を使えたかは不明。
杉並は「サギー」と妙な愛称で頼子のことを呼び、初音島の神秘を楽しんでいる。隠しキャラクターという扱いなので、他のヒロイン達（さくら除く）は持っている音楽に関連する要素がない、風見学園の生徒ではないなどの例外点がある。『公式ビジュアルファンブック』の原画紹介では「その他のキャラクター」として杉並や白河暦と共に紹介されている。また、同じ本の背表紙には美咲（頼子）の姿のみが描かれていない。基本的に彼女のシナリオにおいて大きく関わってくる人物は杉並のみであり、風見学園の人物は全く関わってこない（さくら、水越姉妹は多少は絡んでくる）。

### D.C.W.S./S.V./F.S./A.S.
D.C.と同じ年のクリスマスを描いた『D.C. White Season 〜ダ・カーポ ホワイトシーズン〜』、翌年の夏を描いた『D.C. Summer Vacation 〜ダ・カーポ サマーバケーション〜』、それらのコンシューマ版リメイク『D.C. Four Seasons 〜ダ・カーポ〜 フォーシーズンズ』およびD.C.F.S.のPC移植版『D.C. After Seasons 〜ダ・カーポ〜 アフターシーズンズ』では変わらず風見学園本校の生徒である。D.C.W.S.とD.C.F.S.、D.C.A.S.の冬編で攻略できる。D.C.S.V.とD.C.F.S.、D.C.A.S.の秋編ではサブキャラとして登場。
D.C.W.S.においては、本作の特徴であるドッペルゲンガー（実は"鷺澤美咲"と名乗る鷺澤頼子）として、初めて鷺澤頼子のキャラが描かれている（D.C.では人間化した三毛猫『頼子』に美咲の精神が宿ったキャラが『鷺澤頼子』であるため、『頼子』はあくまでも三毛猫でしかない）。

また、オープニングでさくらの語った『天使』は、美咲ルートでのみ出現し、D.C.に続いて『種明かし』エピソードに位置づけられている。『神様』への報告が終わった後、さくらとの会話を交わしオープニングへと"ダ・カーポ"する作りとなっている。

## アニメにおける鷺澤美咲
基本的な設定はゲームと変わらないが、水越姉妹と幼なじみという設定はない模様。また、頼子はあくまで頼子として登場しているため、当の美咲本人は意識不明の状態にはならず、頼子に家事ができないのは単に猫だからということになっている。

### D.C.（アニメ）
第5話、第11話、第22話で主演。
第1話から登場。ただし顔は隠れており、自宅である洋館の窓から登校する純一と音夢の姿を見つめている。このシーンで、膝に乗っていた頼子（三毛猫）が窓から急に飛び出してしまう。
第5話で人間の鷺澤頼子として登場。寝坊してしまい、学校をサボって散歩していた純一が、公園で子供にいじめられている頼子を見つけ、成り行きで助ける。純一に「行く場所がない」と言い、朝倉家に居候することになる。
第11話では外出恐怖症で外に出られない頼子に、純一が外の世界の楽しさを見出して貰おうと画策するが、どれも失敗している。だが、最終的に頼子はこれを機に外に出る練習を始めるようになる。ただし、原作と違って頼子の身体の中に美咲の意識は入っていないため（つまり自我は頼子自身であるため）、なぜ外出恐怖症なのかという矛盾が生じている（前述の子供にいじめられたことに強いショックを受け、外出恐怖症になった可能性もある）。
原作では美咲編の舞台は音夢の看護学校進学後（純一の本校進学後）であったが、アニメでは約1年前倒しされ、純一・音夢・頼子の3人が同居している。しかし、第5話以降も朝倉家の中には純一と音夢の2人しか存在しないかのように描写されることが度々あった。

### D.C.S.S.
『D.C.S.S. 〜ダ・カーポ セカンドシーズン〜』では、第9話で登場するが、今度は鷺澤頼子としてではなく、鷺澤美咲として登場。純一と音夢が喧嘩している時、朝の公園でアイシアが出会い、喧嘩する二人を仲直りさせるための助言をする。その後も何気なく登場し、アイシアにアドバイスをする。純一への想いは今も変わらない。最終話において風見学園へ転入したことを示唆する描写があったが、詳細はドラマCDで補完された。
ラストシーンでも登場し、他のヒロイン達と共に純一と音夢の結婚式を祝福している。